# Iraqw (langue)
Pour les articles homonymes, voir Iraqw.
L'iraqw est une langue afro-asiatique de la branche des langues couchitiques parlée en Tanzanie dans la région d'Arusha, entre les lacs Manyara et Eyasi. C'est la langue du peuple du même nom, les Iraqw.

## Classification
L'iraqw est classé dans le sous-groupe méridional des langues couchitiques avec des langues telles que le gorowa, l'alagwa, le burunge ou le dahalo.

## Écriture
| / | ’  | a  | b | ch | d | e | f  | g  | h | hh | i  | j | k | l | m |
| n | ng | ny | o | q  | r | s | sh | sl | t | tl | ts | u | w | x | y |

## Phonologie
Les tableaux montrent la phonologie de l'iraqw: les consonnes et les voyelles.

### Voyelles
|         | Antérieure    | Centrale      | Postérieure   |
| ------- | ------------- | ------------- | ------------- |
| Fermée  | i [i] ii [iː] |               | u [u] uu [uː] |
| Moyenne | e [e] ee [eː] |               | o [o] oo [oː] |
| Ouverte |               | a [a] aa [aː] |               |

### Consonnes
|              |              | Bilabiales | Alvéol.   | Alvéol.  | Dorsales  | Dorsales  | Dorsales | Dorsales | Glottales | Pharyng. |
| ------------ | ------------ | ---------- | --------- | -------- | --------- | --------- | -------- | -------- | --------- | -------- |
| Centrales    | Latérales    | Bilabiales | Palatales | Vélaires | Lab.-vél. | Uvulaires |          |          | Glottales | Pharyng. |
| Occlusives   | Sourde       | p [p]      | t [t]     |          |           | k [k]     | kw [kʷ]  | q [q’]   | ʾ [ʔ]     | ʿ [ʕ]    |
| Occlusives   | Sonore       | b [b]      | d [d]     |          |           | g [g]     | gw [gʷ]  |          |           |          |
| Occlusives   | Éjectives    |            |           |          |           |           |          | qw [q’ʷ] |           |          |
| Fricative    | Fricative    | f [f]      | s [s]     | hl [ɫ]   | sh [ʃ]    | x [x]     | xw [xʷ]  |          | h [h]     | hh [ħ]   |
| Affriquée    | Sourde       |            |           |          | ch [c]    |           |          |          |           |          |
| Affriquée    | Sonore       |            |           |          | j [ɟ]     |           |          |          |           |          |
| Affriquée    | Éjectives    |            | ts [t͡s’]  | tl [t͡ɫ’] |           |           |          |          |           |          |
| Nasale       | Nasale       | m [m]      | n [n]     |          | ny [ɲ]    | ng [ŋ]    | ngw [ŋʷ] |          |           |          |
| roulée       | roulée       |            | r [r]     |          |           |           |          |          |           |          |
| liquide      | liquide      |            |           | l [l]    |           |           |          |          |           |          |
| Semi-voyelle | Semi-voyelle | w [w]      |           |          | y [j]     |           |          |          |           |          |

## Sources
- (en) Maarten Mous, A Grammar of Iraqw, Hamburg, Buske, coll. « Kuschitische Sprachstudien » (no 9), 1993 (ISBN 3-87548-057-0, OCLC 243743981, lire en ligne)
- (en) Maarten Mous, Martha Qorro et Roland Kießling, Iraqw-English Dictionary. With an English and a Thesaurus Index, Rüdiger Köppe Verlag, coll. « Cushitic Language Studies » (no 18), 2002 (lire en ligne)